# Benitagla
Benitagla är en kommun i Spanien.   Den ligger i provinsen Provincia de Almería och regionen Andalusien, i den sydöstra delen av landet, 400 km söder om huvudstaden Madrid. Arean är 7,0 kvadratkilometer. Benitagla gränsar till Alcudia de Monteagud.
Terrängen i Benitagla är huvudsakligen kuperad, men åt sydväst är den platt.